# Cinéma politique

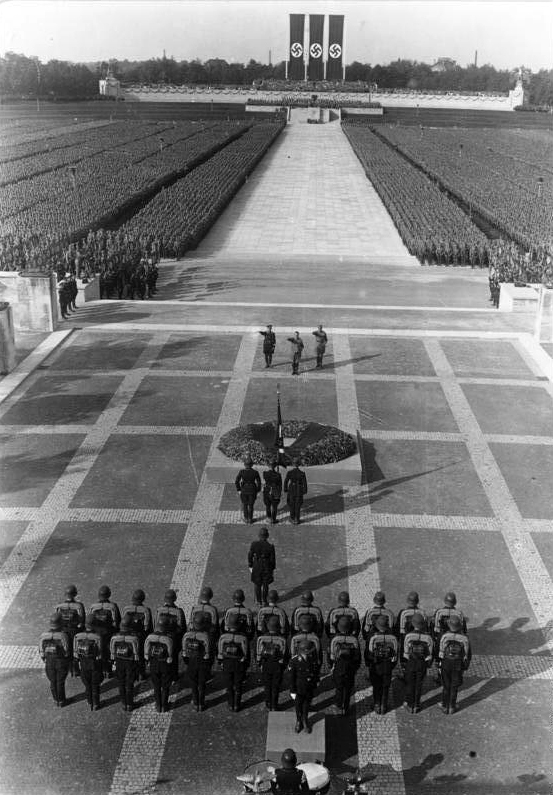
Conférence du parti du NSDAP à Nuremberg 1934.

Le cinéma politique  est un type de cinéma engagé produisant des films qui déploient des idées politiques.
Ces idées peuvent par exemple s'inscrire dans des mouvements idéologiques (communisme/anticommunisme, altermondialisme, libertarianisme...) ou sociétaux (féminisme, mouvement LGBT, pacifisme, antiracisme...).
Le cinéma politique peut se déployer dans différents genres cinématographiques et formats. Une modalité particulière du cinéma politique est le film de propagande qui vise à persuader le spectateur que les idées proposées sont justes.

## Définition
La définition du cinéma politique en tant que cinéma produisant des films qui déploient des idées politiques est une définition restreinte. En effet, de nombreux spécialistes du cinéma et réalisateurs estiment que « tous les films sont politiques »,,,,.
Pour différencier le cinéma politique, la spécialiste du cinéma Ewa Mazierska propose de séparer les films de la manière suivante selon deux axes - conformiste/d'opposition et marqué/non marqué :
- Les films conformistes sont ceux qui acceptent le statu quo politique alors que les films d'opposition le rejettent.
- Les films marqués montrent volontairement aux spectateurs qu'ils déploient des idées politiques alors que les films non marqués le cachent.

Walter Benjamin, dans son ouvrage L'Œuvre d'art à l'époque de sa reproductibilité technique, évoque quant à lui la rivalité entre le cinéma et la politique qu'il considère comme deux puissances d'incarnation à la conquête des cœurs et des âmes des masses.

## Histoire
Du fait de la censure, très présente au début du XXe siècle, et de l'importance des moyens financiers nécessaires à produire un film, le cinéma s'engage tardivement dans la voie de l'opposition politique. Il existe néanmoins des films politiques favorables au système dominant. Jean de Baroncelli évoque notamment Naissance d'une nation de D. W. Griffith, considéré comme le premier blockbuster produit par Hollywood et qu'il estime être le premier film politique. Celui-ci manifeste un « racisme virulent » et fait « l'apologie du Ku Klux Klan ».
En 1913, en France, la Fédération communiste anarchiste crée Le Cinéma du peuple, première coopérative cinématographique française dont le but est l'appropriation du média émergent par le monde ouvrier. Lors de la Première Guerre mondiale, le matériel cinématographique encore très lourd a du mal à accéder aux champs de bataille et les premiers films critiques arrivent après la fin du conflit, notamment J'accuse d'Abel Gance.
Lors de la Grande Dépression, le genre du film de gangsters, développant en creux les questions sociales, prend de l'ampleur malgré la censure du Code Hays.
Avec la montée du communisme, du fascisme et du nazisme en Europe, puis le début de la Seconde Guerre mondiale, le cinéma de propagande se développe massivement, soit pour aller dans le sens d'une conception politique donnée soit en réaction.
Au sortir de la guerre apparaît le néoréalisme italien qui porte en son cœur les questions sociales. Aux États-Unis, le maccarthysme censure des œuvres considérées comme communistes. En France se développe une école du court métrage documentaire (portée notamment par Alain Resnais et Chris Marker) qui s'attache à subvertir des films de commande pour leur donner un engagement politique. Ce mouvement se développera dans les années 1950 notamment autour du thème de l'anticolonialisme.
Lors de la Guerre froide, des événements cristallisent l'attention du cinéma politique comme la Guerre du Viêt Nam ou en France, dans le sillon de la Nouvelle Vague, les événements de Mai 68. En Amérique latine apparaît le Troisième Cinéma, un mouvement de cinéma politique qui se construit en opposition au cinéma de divertissement américain et l'auteurisme européen. Au Japon, dans le cadre de la Nouvelle Vague japonaise, les films commencent également à s'emparer davantage des sujets politiques.
Dans les années 1970, à la suite du mouvement américain des droits civiques, le cinéma s'empare des questions de ségrégation raciale. En France, le cinéma se tourne notamment sur la question du féminisme avec des films comme Maso et Miso vont en bateau réalisé par le collectif Les Insoumuses.

## Festivals de cinéma politique
- Festival international du film politique de Carcassonne
- Festival du film politique de Porto-Vecchio